# Yamaha DX7
De Yamaha DX7 is een synthesizer die door Yamaha van 1983 tot 1986 is gemaakt. De DX7 gebruikt FM-synthese voor het genereren van geluiden. De DX7 was de eerste succesvolle digitale synthesizer. De DX7 is het middenklassemodel van de Yamaha DX-reeks die ook de duurdere DX1 en DX5 en de goedkopere DX9, DX21 en DX100 omvat.

## Kenmerken
Een belangrijke reden voor het succes van de DX7 was de flexibiliteit en precisie van de digitale geluiden. Hoewel de DX7 geen sampler was, onderscheidde de DX7 zich van voorgaande analoge synthesizers door de helderheid van de klanken. De DX7 gebruikte overigens geen pure FM-synthese maar fasemodulatiesynthese, wat ten opzichte van gangbare FM-synthese enkele voordelen biedt. Een voordeel van fasemodulatie is dat deze energie kan toevoegen aan een carrier met frequentie 0. Bovendien is de techniek iets minder bewerkelijk met betrekking tot het aantal berekeningen dat moet worden uitgevoerd, iets dat belangrijk is als er 16 x 6 = 96 operators werken op 44.100 berekeningen per seconde. De DX7 is voornamelijk bekend vanwege de elektrische piano, bellen, klokken en andere metaal-achtige geluiden. De DX7 is zestien-stemmig en monotimbraal.
Voor het genereren van een toon gebruikt de DX7 zes oscillatoren, die op FM-synthesizers van Yamaha operators worden genoemd. Deze operators genereren enkel een sinustoon. Iedere operator heeft zijn eigen envelope. Voor het aan elkaar koppelen van de operators kan de gebruiker kiezen uit een van de 32 algoritmen. Ieder algoritme beschrijft de onderlinge verbanden tussen de operators. Overigens kan een modulator zelf ook gemoduleerd worden.
De DX7 was voorzien van MIDI maar werd vlak voor het compleet zijn van de MIDI-specificatie uitgebracht. De MIDI-ondersteuning is dan ook niet volledig.
In de loop van de jaren werden diverse verbeterde modellen uitgebracht zoals de DX7 II D met een betere geluidskwaliteit en de mogelijkheid om bi-timbrale patches te maken. In de jaren tachtig waren ook diverse uitbreidingen voor de DX7 te verkrijgen van andere fabrikanten, zoals E! van Grey Matter Response dat sequencermogelijkheden toevoegde.
Rackmount-versies waren ook beschikbaar. De TX7 is een simpel model zonder toetsen (presets alleen te bewerken via de DX7), de TX802 is een DX7 II in een 2-unit 19 inch rack-formaat. Het topmodel in deze serie is de TX816 die 8 DX7's bevatte met individuele MIDI-aansluitingen en gebalanceerde outputs voor elke module.
De DX7 is populair gebleven en is op dit moment ook verkrijgbaar als een softwaresynthesizer van Native Instruments, de FM8. Ook Arturia heeft een versie van de DX7 uitgebracht, de DX7 V. Beiden kunnen de originele DX7-patches gebruiken en emuleren de digitale circuits van de DX7.
In 1988 heeft Yamaha om het 100-jarig bestaan van het bedrijf te vieren de DX7 II Centennial uitgebracht. Dit was een DX7 II FD met een zilverkleurige behuizing, goudkleurige knoppen en schuiven en 76 fluorescerende toetsen. Hiervan zijn 100 stuks geproduceerd.